# Байё

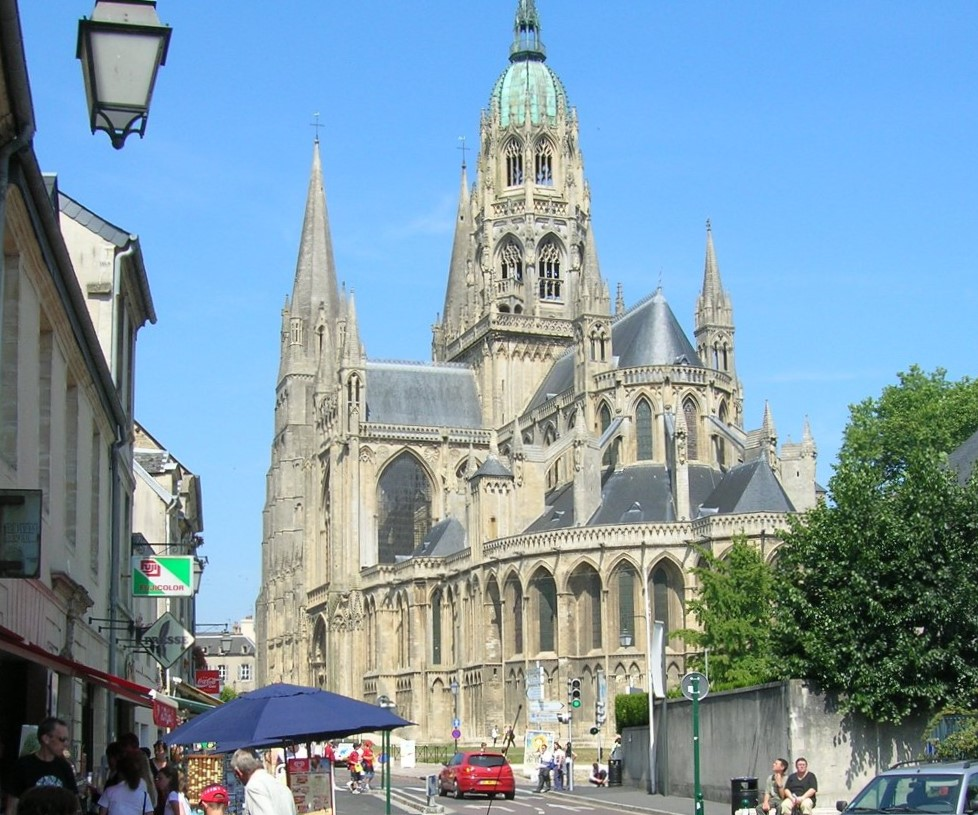
Собор Байё

Байё (фр. Bayeux) — город на северо-западе Франции, регион Нормандия, департамент Кальвадос, центр одноименных округа и кантона. Расположен в 30 км к северо-западу от Кана, в 12 км к югу от Ла-Манша и в 3 км от автомагистрали N13. Через город протекает река Ор. В южной части города находится железнодорожная станция Байё линии Мант-ла-Жоли―Шербур.
Население (2018) — 13 017 человек.

## Достопримечательности
Главная достопримечательность города — кафедральный собор, постройка которого началась в XI веке и была закончена в 1497 г. В городе также имеются музеи — музей ковра из Байё, краеведческий и искусствоведческий музей барона Жерара (Baron Gérard) и музей Нормандской операции 1944 года.

## Ковёр из Байё
В бывшей семинарии ныне находится Центр Вильгельма Завоевателя, в котором экспонируется знаменитый «ковёр из Байё» (фр. Tapisserie de Bayeux), памятник раннесредневекового искусства, представляющий собой вышитое полотно 50 см высоты и 70,3 м длины, изображающее главнейшие события из истории завоевания Англии Вильгельмом Нормандским. Долгое время считалось, что эта картина вышита мастерицами по заказу жены Вильгельма Завоевателя, королевы Матильды, затем большее признание получила гипотеза, что заказчиком ковра был Одо, епископ Байё, брат Вильгельма и один из ближайших его соратников. Ковёр представляет собой полосу грубой льняной материи, на которой вышито 58 сцен, следующих одна за другой в хронологической последовательности событий (договор Вильгельма и Гарольда, смерть Эдуарда Исповедника, коронация Гарольда, сбор войска нормандцев, отплытие на кораблях, высадка в Англии, столкновение с войсками Гарольда при Гастингсе и др.). По верхнему и нижнему краям ковра — сцены из поучительных басен Эзопа. Каждая из сцен снабжена кратким комментарием на латыни. Изображения скрупулёзно воспроизводят исторические костюмы, оружие, инструменты, корабли, среди интересных деталей — комета Галлея, приблизившаяся к Земле в 1066 г.

## История
В древности Байё был центром гальского племени байокассов, а во времена римлян носил название Августодурум «Augustodurum» и, как показывают остатки водопровода, гимназии и других древностей, достиг известной степени процветания. В IV веке в городе было основано епископство.
В средние века Байё был главным городом области Бессен. Уже в III веке эта область принадлежала к так называемому «Саксонскому берегу» (лат. Litus Saxonicum), потом к территории Малой Саксонии (лат. Otlingua Saxonia, современный департамент Кальвадос), куда Карл Великий выселил покоренных им саксонцев. Потомки этих переселенцев ещё долгое время именовались «бессенские саксы».
В IX веке к саксонскому элементу присоединился ещё один, тоже германского происхождения. Норманн Роллон (с 912 г. христианский герцог Нормандии) отнял Байё у графа Беренгара, который был убит при штурме города викингами, и красивая дочь которого, Попа, стала женой победителя. Позднее власть в городе перешла к предводителю викингов Харгольду. Таким образом Байё стал главным центром норманнской власти в Нижней Нормандии и дольше других городов сохранял скандинавские обычаи.
Во время войны с Англией Байё два раза переходил в руки англичан (в 1346 и 1417 гг.), но в 1450 г. навсегда был отвоеван войсками Жана де Дюнуа. В XVI веке Байё жестоко пострадал от гутенотских войн, а при Людовике XIII был свидетелем кровавой расправы над возмутившимися «босяками» («Va-nu-pieds»). Во время революции Байё, вместе со своим многочисленным духовенством, поддерживал сторонников короля.
Во время Второй мировой войны стал первым французским городом, освобождённым войсками союзников: был занят частями британской армии 7 июня 1944 года, на следующий день после начала Нормандской операции.

## Экономика
На территории города расположено три небольших промышленных зоны, в которых располагаются в основном предприятия пищевой промышленности. Активно развит туризм.
Структура занятости населения:
- сельское хозяйство — 0,2 %
- промышленность — 8,9 %
- строительство — 3,4 %
- торговля, транспорт и сфера услуг — 46,8 %
- государственные и муниципальные службы — 40,7 %

Уровень безработицы (2017) — 17,3 % (Франция в целом — 13,4 %, департамент Кальвадос — 12,5 %). 
Среднегодовой доход на 1 человека, евро (2018) — 19 860 (Франция в целом — 21 730, департамент Кальвадос — 21 490).
Традиционно является центром кружевоплетения кружева Байё.

## Демография
Динамика численности населения, чел.

| Год  | Численность | Численность |
| ---- | ----------- | ----------- |
| 1968 | 11 451      | [ 4 ]       |
| 1975 | 13 457      | [ 4 ]       |
| 1982 | 14 721      | [ 4 ]       |
| 1990 | 14 704      | [ 4 ]       |
| 1999 | 14 961      | [ 4 ]       |
| 2006 | 14 466      | [ 4 ]       |
| 2011 | 13 511      | [ 4 ]       |
| 2013 | 13 888      |             |
| 2015 | 13 656      | [ 5 ]       |
| 2016 | 13 875      | [ 6 ]       |
| 2017 | 13 121      | [ 7 ]       |
| 2018 | 13 017      | [ 8 ]       |
| 2019 | 12 682      | [ 9 ]       |
| 2020 | 12 640      | [ 10 ]      |
| 2021 | 12 775      | [ 11 ]      |
| 2022 | 12 754      | [ 2 ]       |

## Администрация
Пост мэра Байё с 2001 года занимает Патрик Гомон (Patrick Gomont). На муниципальных выборах 2020 года возглавляемый им правый список победил в 1-м туре, получив 63,89 % голосов.
| Период | Период | Фамилия          | Партия                                                                 | Примечания                                                                   |
| ------ | ------ | ---------------- | ---------------------------------------------------------------------- | ---------------------------------------------------------------------------- |
| 1945   | 1973   | Анри Жан         | Объединение французского народа Союз за новую Республику Разные правые | хирург, главный врач больницы член Совета департамента                       |
| 1973   | 1995   | Жан Ле Карпантье | Объединение в поддержку Республики                                     | страховой агент, член Совета департамента                                    |
| 1995   | 2001   | Жан-Леонс Дюпон  | Союз за французскую демократию                                         | директор школы, президент Генерального совета и Совета департамента, сенатор |
| 2001   |        | Патрик Гомон     | Союз за французскую демократию Союз демократов и независимых           | эксперт-бухгалтер, вице-президент Регионального совета Нормандии             |

## Города-побратимы
- Люббекке, Германия
- Дорчестер, Великобритания
- Виборг, Дания
- Эйндховен, Нидерланды
- Хойнице, Польша

## Знаменитые уроженцы
- Аквилин из Эврё (620—690/695) — епископ Эврё, святой.
- Вильгельм I (900/910—1042) — герцог Нормандский.
- Маркульф (около 500—558) — монах, святой.
- Ален Шартье (ок. 1392 — ок. 1430) — поэт и писатель.
- Гильом Шартье (ок. 1392—1472) — епископ Парижа.
- Мадемуазель Жорж (1787—1867) — актриса, любовница Наполеона.
- Арсисс де Комон (1801—1873) — антиквар и археолог, основатель Французского археологического общества.
- Эжен Вентра (1807—1875) — религиозный деятель.
- Жан Гремийон (1902—1959) — кинорежиссер.
- Густав Ле Брисуа Денуартерр (1817—1892) — писатель.

## Галерея

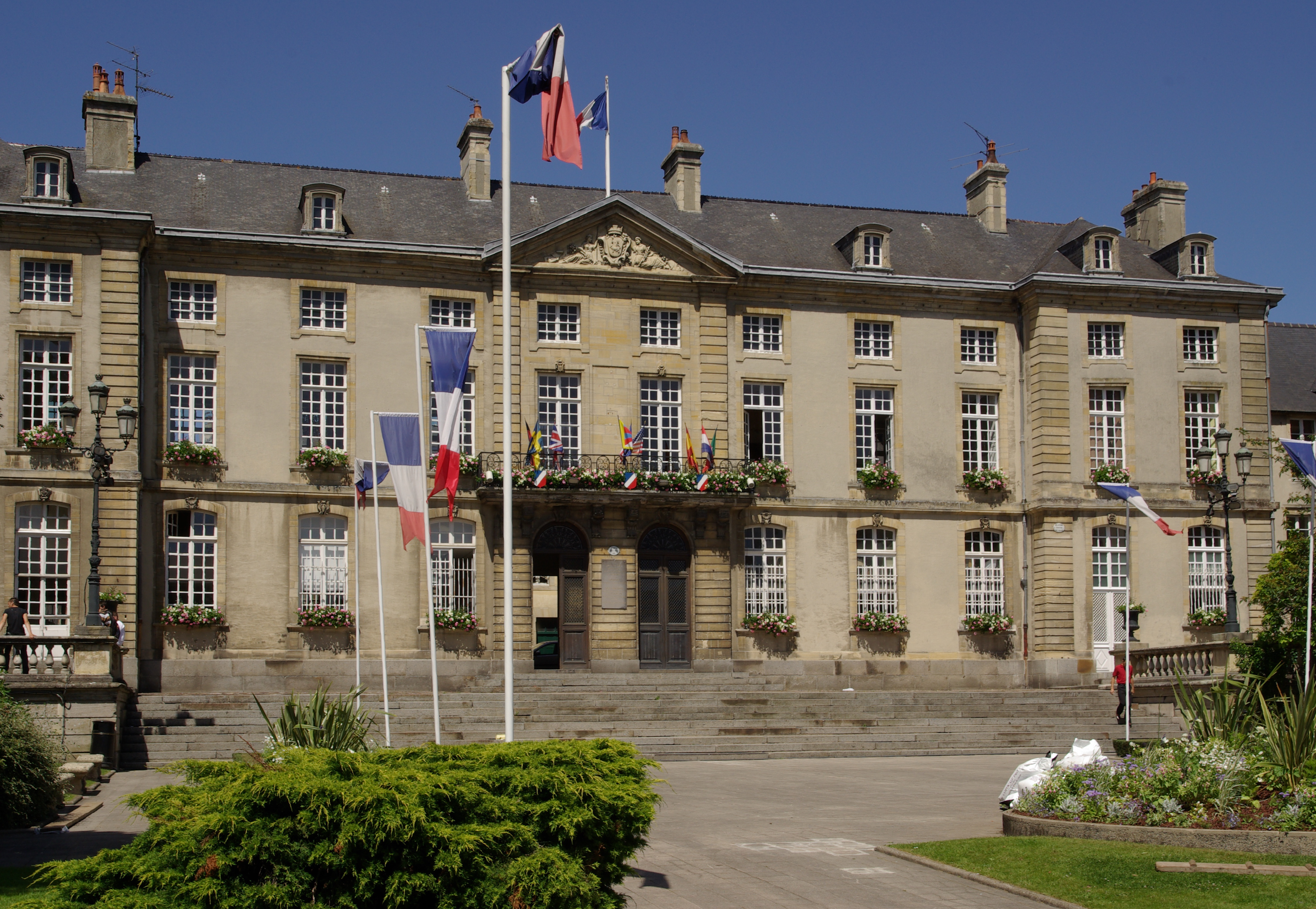
Мэрия, бывший дворец епископа
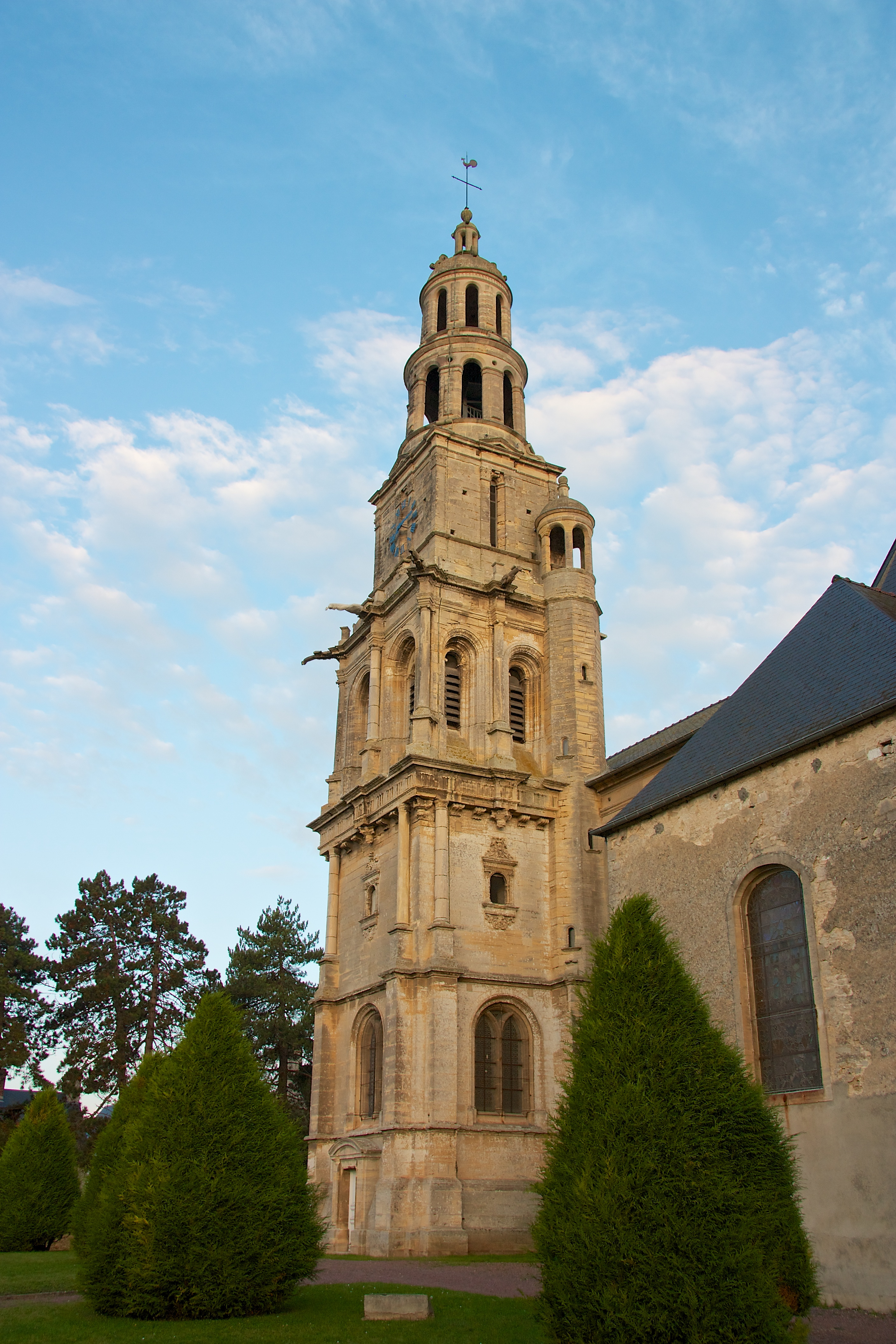
Колокольня церкви Святого Патрика
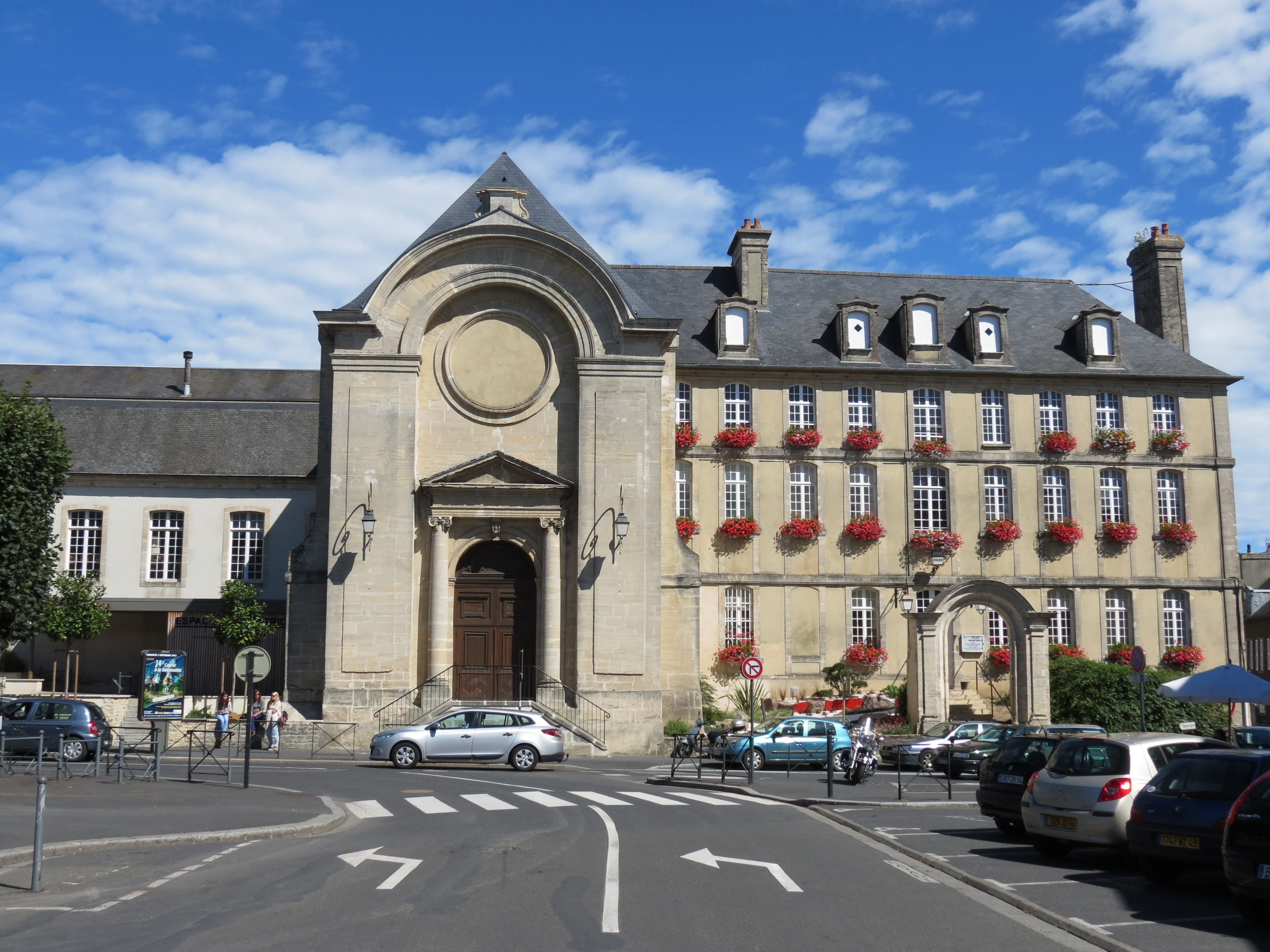
Бывший монастырь призрения
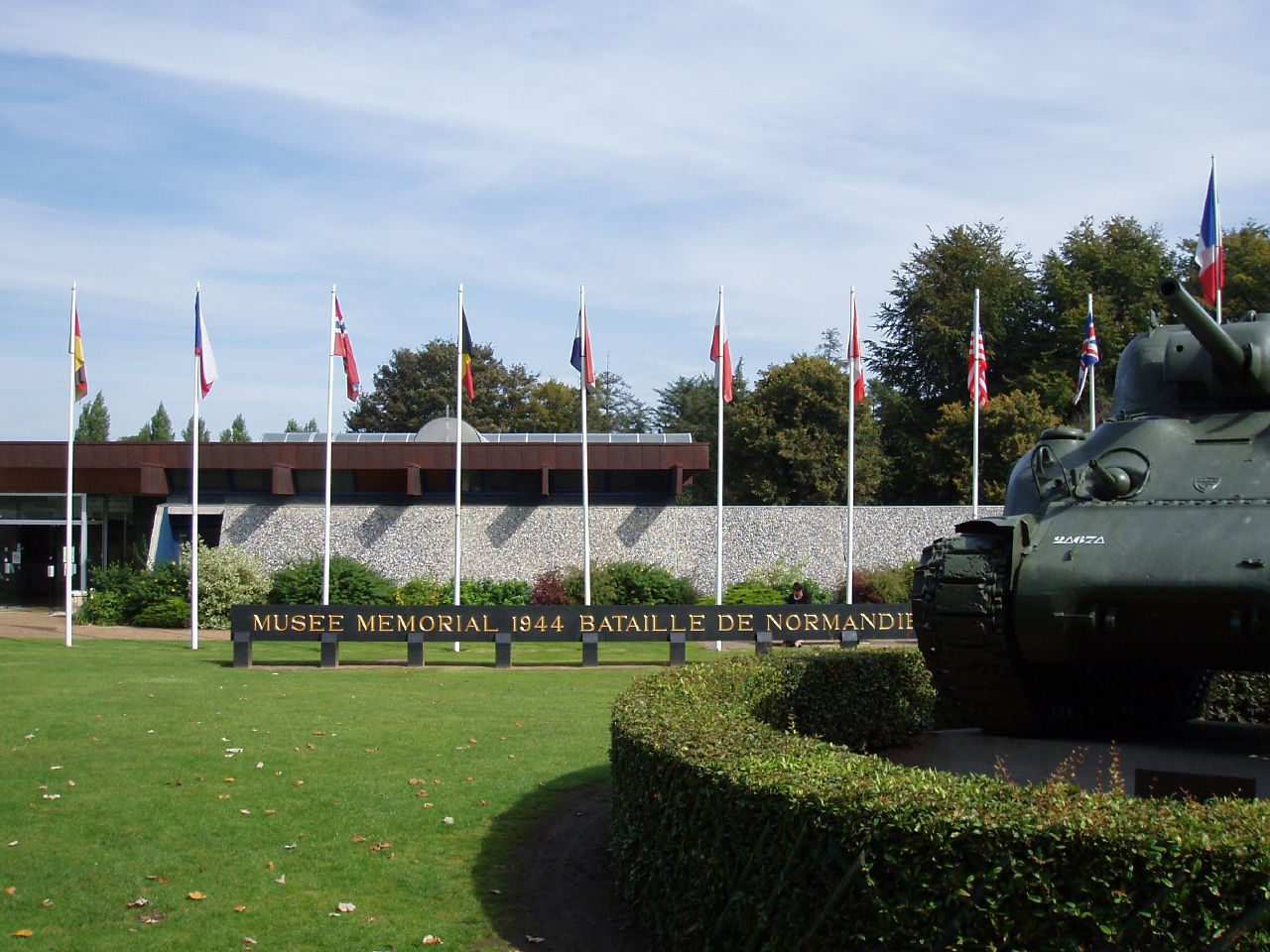
Музей Нормандской операции
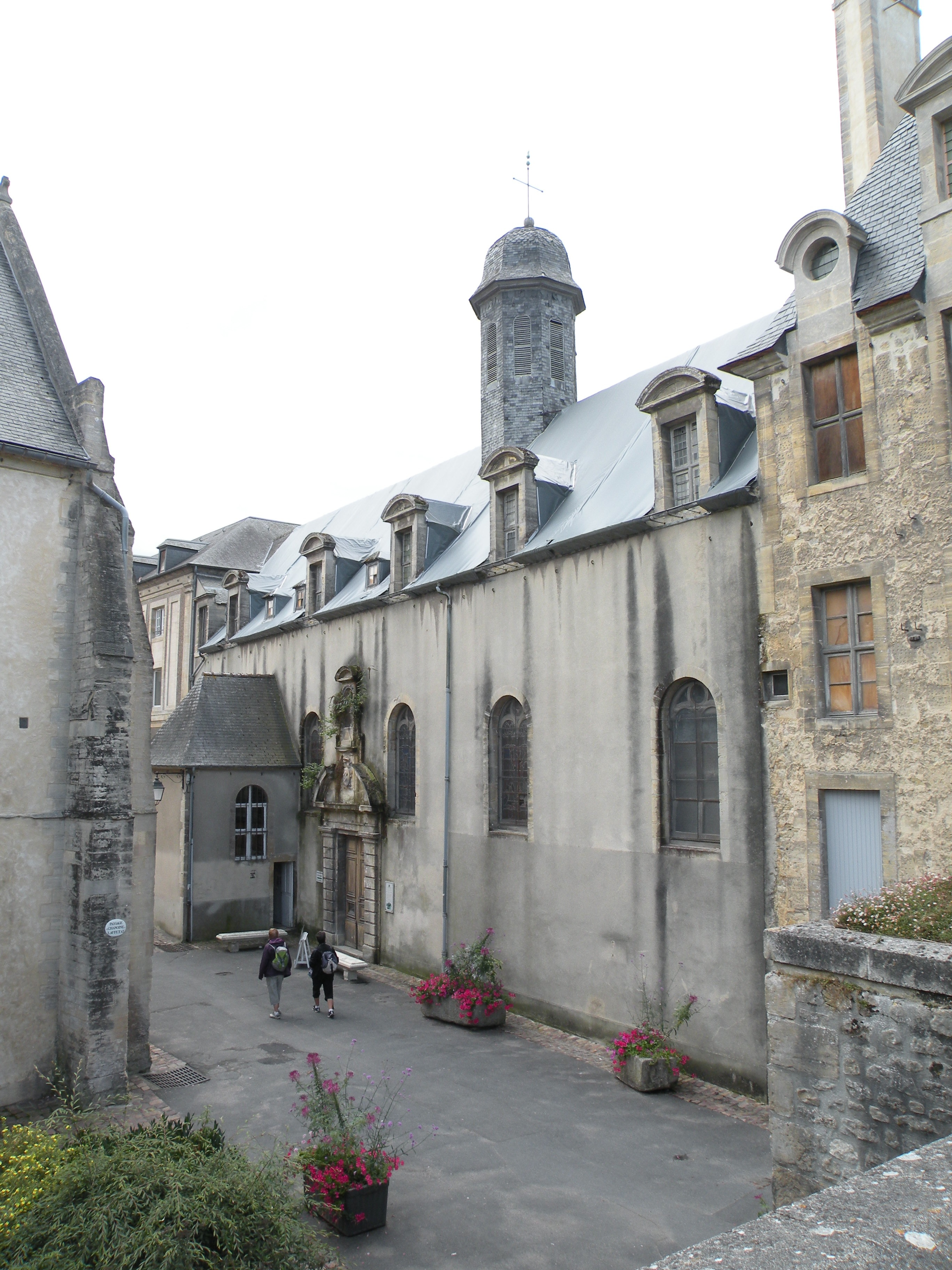
Часовня августинцев XVII века